# 8. travnja
8. travnja (8. 4.) 98. je dan godine po gregorijanskom kalendaru (99. u prijestupnoj godini).
Do kraja godine ima još 267 dana.

## Događaji
- 1271. – Mameluški sultan Bajbars osvojio utvrdu Krak des Chevaliers
- 1767. – Kraljevstvo Ayutthaya palo je pod burmanskim napadačima.
- 1953. – Jomo Kenyatta osuđen je zbog vođenja Mau Maua.
- 1986. – Glumac Clint Eastwood izabran je za načelnika naselja Carmel-by-the-Sea, California.
- 1904. – Longacre Square na Midtown Manhattanu preimenovan je u Times Square.
- 1904. – Francuska i Ujedinjeno Kraljevstvo potpisali su Srdačni savez.
- 1991. – U Zagrebu je narodni bunt spriječio suđenje jugoslavenske vojske skupini virovitičkih domoljuba.
- 1991. – Slovenska granična policija u Kopru obavijestila je hrvatsku policijsku postaju Umag i policijsku postaju za graničnu kontrolu, odnosno za postupanje na moru u Puli, da će za suzbijanje emigracija i krijumčarenja na moru zaposjesti cijelu Savudrijsku valu.[1]
- 1991. – Nakon što je osnovana krajem ožujka 1991. godine, Specijalna jedinica PU Primorsko-goranska "Ajkula" prvi se put postrojila 8. travnja 1991. godine.[2][3]
- 1992. – utemeljeno Hrvatsko vijeće obrane.
- 2008. – Na Bahrain World Trade Centeru pokrenute vjetroturbine.

| - 1523. – Claudio Merulo, talijanski skladatelj i orguljaš († 1604.) - 1605. – Filip IV., španjolski kralj († 1665.) - 1692. – Giuseppe Tartini, talijanski skladatelj († 1770.) - 1818. – Kristijan IX., danski kralj († 1906.) - 1859. – Edmund Husserl, njemački filozof († 1938.) - 1869. – Harvey Cushing, američki neurokirurg († 1939.) - 1874. – Manuel Díaz, kubanski mačevalac († 1929.) - 1892. – Richard Neutra, američki arhitekt († 1970.) - 1892. – Mary Pickford, američka glumica († 1979.) - 1894. – Ulderiko Donadini, hrvatski književnik († 1923.) - 1896. – Ljubica Oblak-Strozzi, hrvatska pjevačica († 1981.) - 1904. – John Hicks, britanski ekonomist i nobelovac († 1989.) - 1905. – Erwin Keller, njemački hokejaš na travi († 1971.) - 1911. – Émil Cioran, francuski pisac rumunjskog porijekla († 1995.) - 1913. – Rudi Supek, hrvatski književnik († 1993.) - 1915. – Ivan Supek, hrvatski fizičar, filozof, pisac i humanist († 2007.) - 1917. – Vjenceslav Richter, hrvatski arhitekt († 2002.) - 1918. – Betty Ford, supruga američkog predsjednika Geralda Forda († 2011.) - 1919. – Ian Smith, zimbabvejski političar († 2007.) - 1926. – Jürgen Moltmann, njemački teolog († 2024.) - 1929. – Jacques Brel, belgijski šansonijer i glumac († 1978.) - 1944. – Miroslav Lilić, hrvatski novinar († 2023.) - 1950. – Grzegorz Lato, poljski nogometaš - 1968. – Đuro Blažeka, hrvatski jezikoslovac, dijalektolog, leksikograf - 1970. - Andrej Plenković, hrvatski političar, pravnik i diplomat te 12. predsjednik Vlade Republike Hrvatske. - 1977. – Tomo Šokota, hrvatski nogometaš - 1979. – Mirna Maras, hrvatska televizijska voditeljica - 1986. – Igor Akinfeev, ruski nogometni vratar | - 217. – Karakala, rimski car (* 188.) - 622. – Shōtoku, japanski regent (* 572.) - 956. – Gilbert Burgundski, burgundski vojvoda - 1143. – Ivan II. Komnen, bizanski car (* 1087.) - 1364. – Ivan II., francuski kralj (* 1319.) - 1461. – Georg von Peuerbach, austrijski astronom i matematičar (* 1423.) - 1492. – Lorenzo de' Medici, firentinski državnik (* 1449.) - 1626. – Marin Getaldić, hrvatski matematičar i fizičar (* 1568.) - 1735. – Franjo II. Rákóczy, mađarski plemić (* 1676.) - 1787. – Mihalj Šilobod, hrvatski matematičar (* 1724.) - 1835. – Wilhelm von Humboldt, njemački filozof (* 1767.) - 1848. – Gaetano Donizetti, talijanski skladatelj (* 1797.) - 1860. – István Széchenyi, mađarski državnik (* 1791.) - 1919. – Loránd Eötvös, mađarski fizičar (* 1848.) - 1931. – Erik Axel Karlfeldt, švedski književnik i nobelovac (* 1864.) - 1936. – Robert Bárány, austrijski liječnik i nobelovac (* 1876.) - 1950. – Vaclav Nižinski, ukrajinski plesač (* 1890.) - 1962. – Branko Gavella, hrvatski redatelj, teatrolog i kazališni pedagog (* 1885.) - 1973. – Pablo Picasso, španjolski slikar (* 1881.) - 1981. – Omar Bradley, američki general (* 1893.) - 1984. – Pjotr Leonidovič Kapica, ruski fizičar i nobelovac (* 1894.) - 1991. – Dead, švedski glazbenik (* 1969.) - 1992. – Daniel Bovet, talijanski farmakolog i nobelovac (* 1907.) - 1993. – Marian Anderson, američka pjevačica (* 1897.) - 2000. – Claire Trevor, američka glumica (* 1910.) - 2006. – Gerard Reve, nizozemski književnik (* 1923.) - 2010. – Teddy Scholten, nizozemska pjevačica (* 1926.) - 2012. – Jack Tramiel, američki biznisman (* 1928.) - 2013. – Margaret Thatcher, britanska političarka i bivša premijerka Ujedinjenog Kraljevstva (* 1925.) - 2021. – Jovan Divjak, bosanskohercegovački general (* 1937.) |

## Blagdani i spomendani
- Svjetski dan Roma